# 特雷弗·米尔顿
特雷弗·米尔顿（英語：Trevor Milton；生於1981年或1982年）是美國的企業家、億萬富翁、執行董事長及尼古拉公司創辦人。其後，他因涉嫌誇大該公司電動卡車測試結果，和測試影片內容詐欺而辭任尼古拉公司董事會。2022年10月14日，特雷弗·米爾頓被聯邦法院裁定三項欺詐罪名成立。